# Anolis isolepis
Anolis isolepis (карликовий зелений аноліс) — вид ігуаноподібних ящірок родини анолісових (Dactyloidae). Ендемік Куби.

## Поширення і екологія
Карликові зелені аноліси мешкають в гірських і рівнинних районах на сході Куби. Вони живуть в хмарних лісах і вологих тропічних лісах в горах і передгір'ях.